# 2000 en hockey sur gazon
| Années du hockey sur gazon : 1997 - 1998 - 1999 - 2000 - 2001 - 2002 - 2003    |
| Décennies du hockey sur gazon : 1970 - 1980 - 1990 - 2000 - 2010 - 2020 - 2030 |

Cet article présente les faits marquants de l'année 2000 en hockey sur gazon.

## Évènements

### Jeux olympiques
- Hockey sur gazon aux Jeux olympiques d'été de 2000